# Umeå kommun
Umeå kommune ligger i länet Västerbottens län i landskapet Västerbotten i Sverige. Kommunen har grænser til nabokommunerne Skellefteå, Robertsfors, Vindelen, Vännäs og Nordmaling. Kommunens administration ligger i byen Umeå. Kommunen er den folkerigeste i Västerbotten og Norrland, og var i 2011 på en 11. plads af Sveriges folkerigeste kommuner.

## Geografi
Kommunen har skovklædte åslandskaber med store moseområder. Flere dalstrøg strækker sig fra indlandet ud mod en skovklædt kystlette mod Kvarken og Østersøen. Ume älv løber gennem kommunen, og munder ud ved Umeå.
E4 og E12 går gennem kommunen, og på jernbanenettet er kommunen forbundet med resten af landet med Botniabanan og jernbanelinjen Vännäs–Umeå–Holmsund (der har forbindelse til Stambanan genom övre Norrland. Umeå flyveplads har daglige ruteflyvninger til flere destinationer i ind- og udland, ligesom der er færgeforbindelse til Vasa i Finland.

## Samisk sprog
Samisk har status som officielt minoritetssprog i kommunen og Umeå kommune indgår i forvaltningsområdet for samisk sprog i Sverige.

## Geografi
| - Bjännsjön - Bäcksjön - Grössjön - Nydalasjön - Stöcksjön - Tavelsjön - Trehörningen | - Hörnån - Norrmjöleån - Sävarån - Sörmjöleån - Täfteån - Tavelån - Ume älv - Vindelälven - Åhedån | - Röbäcksslätten - Vallberget - Tavelsjöberget - Hässningberget - Selsberget | - Bölesholmarna - Holmöarna - Norrbyskär - Obbolaön - Stora Fjäderägg - Storsandskär - Ön |

### Byer
Umeå kommune havde 20 byer i 2005.
(folketal den 31. december 2005):
| Nr  | Bebyggelse | Folketal |
| --- | ---------- | -------- |
| 1.  | Umeå       | 75.645   |
| 2.  | Holmsund   | 5.482    |
| 3.  | Sävar      | 2.672    |
| 4.  | Hörnefors  | 2.573    |
| 5.  | Röbäck     | 2.300    |
| 6.  | Obbola     | 2.175    |
| 7.  | Ersmark    | 1.486    |
| 8.  | Täfteå     | 1.029    |
| 9.  | Tomtebo    | 633      |
| 10. | Innertavle | 549      |
| 11. | Stöcke     | 477      |
| 12. | Hissjön    | 447      |
| 13. | Sörfors    | 397      |
| 14. | Bullmark   | 343      |
| 15. | Flurkmark  | 302      |
| 16. | Tavelsjö   | 247      |
| 17. | Sörmjöle   | 231      |
| 18. | Västibyn   | 219      |
| 19. | Botsmark   | 209      |
| 20. | Stöcksjö   | 205      |

## Politik

### Lista över kommunstyrelsens ordförande
| Namn                  | år                |
| Torsten W Persson (S) | [1980-1985        |
| Margot Wikström (S)   | 1986- 1991        |
| Nils Häggström (c)    | 1991-1994         |
| Margot Wikström (S)   | 1995-1995         |
| Lennart Holmlund (S)  | 1995-2014         |
| Hans Lindberg (S)     | 25 november 2014- |

## Billeder
- Umeå
- Holmsunds kirke.
- Sävar kirke.

## Eksterne kilder og henvisninger
1. ↑  Folkmängd i riket, län och kommuner 30 september 2012 och befolkningsförändringar 1 juli - 30 september 2012. Statistiska centralbyrån (30. september 2012).
2. ↑  Befolkningsstatistik kvartal 3 2011. Statistiska centralbyrån (30. september 2011). Besøgt 7. januar 2012.
3. ↑  Det svenske Språkrådets hjemmesider, om minoritetsspråk Arkiveret 6. februar 2014 hos  Wayback Machine
4. ↑  Statistiska centralbyrån den 31 december 2005

- Umeå kommunes officielle hjemmeside

- Wikimedia Commons har flere filer relateret til Umeå kommun

63°50′N 20°15′Ø / 63.833°N 20.250°Ø